# چارلز پوچیکیان
چارلز پوچیکیان (انگلیسی: Chuck Poochigian؛ زادهٔ ۳۱ مهٔ ۱۹۴۹) یک وکیل، سیاست‌مدار، و قاضی ارمنی‌تبار اهل ایالات متحده آمریکا است.